# Боздаглар
Боздаглар — горный хребет в Малой Азии, в турецких илах Айдын, Маниса и Измир. Тянется от полуострова Чешме на восток, параллельно хребту Айдын (Месогида), с которым соединяется на востоке. Отделяет водораздел между бассейнами рек Гедиз (Герм) на севере и Малый Мендерес (Каистр) на юге. На склонах хребта берёт исток река Пактол (Сарт), левый приток Гедиза. Высочайшая вершина — гора Боздаг (Bozdağ — «Серая гора») высотой 2156 м над уровнем моря, которая является 3-й по высоте в Эгейском регионе, уступая горам Хоназ (2571 м) и Мурат (2312 м). У вершины, к северу от города Одемиш и южнее Салихли находится деревня Боздаг.

## Озеро Гёльджюк

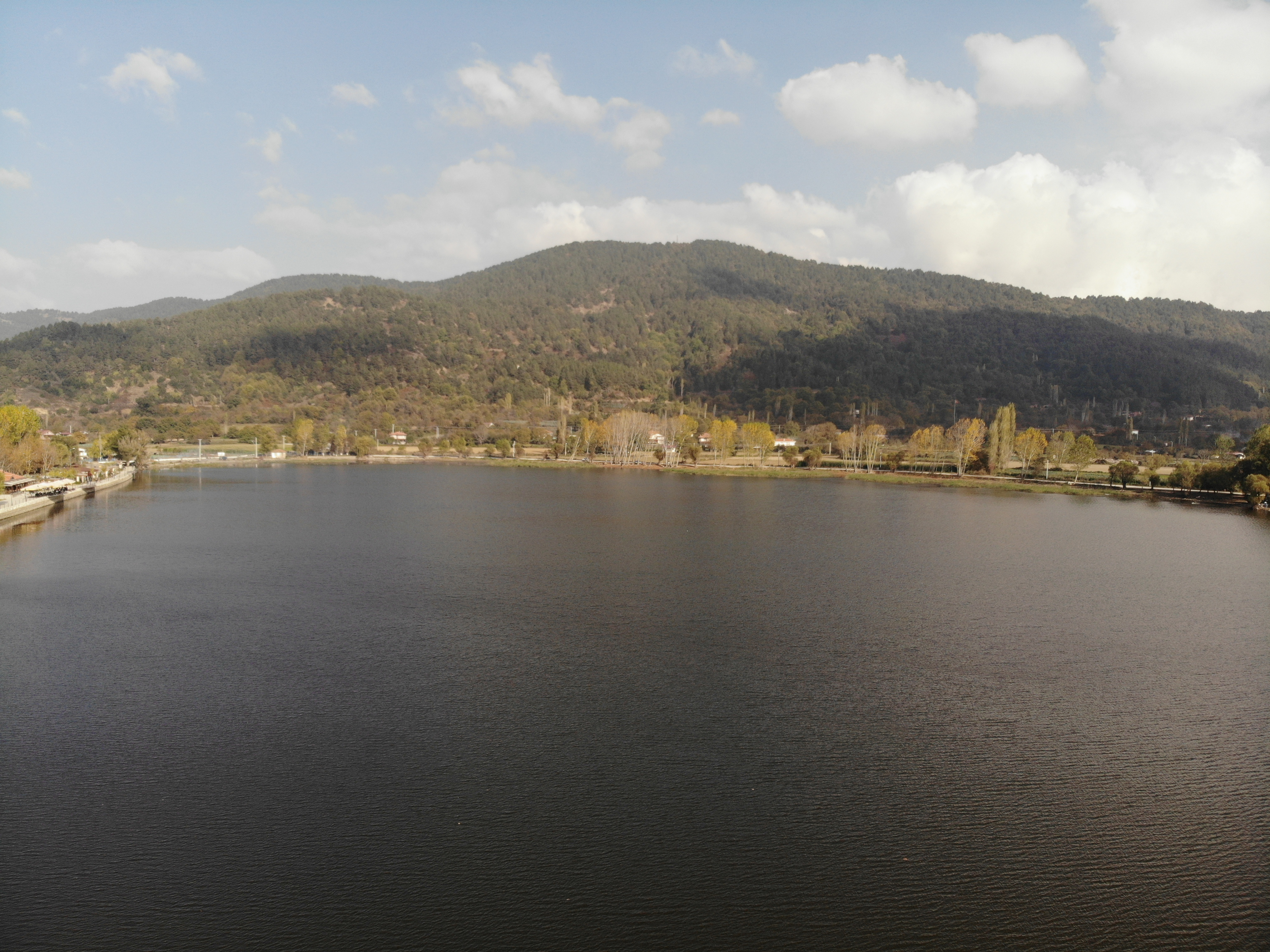
Озеро Гёльджюк

К западу от горы Боздаг, на высоте 1030 м над уровнем моря у деревни Гёльджюк находится озеро Гёльджюк.

## История
В древности гора Боздаг была известна как Тмол (др.-греч. Τμῶλος, лат. Tmolus). Упоминается Гомером. Гора Тмол — самая высокая в Лидии. Тмол расположен южнее древнего города Сарды, столицы Лидийского государства. В древности Тмол был известен богатыми запасами золота, которое вымывалось Пактолом.

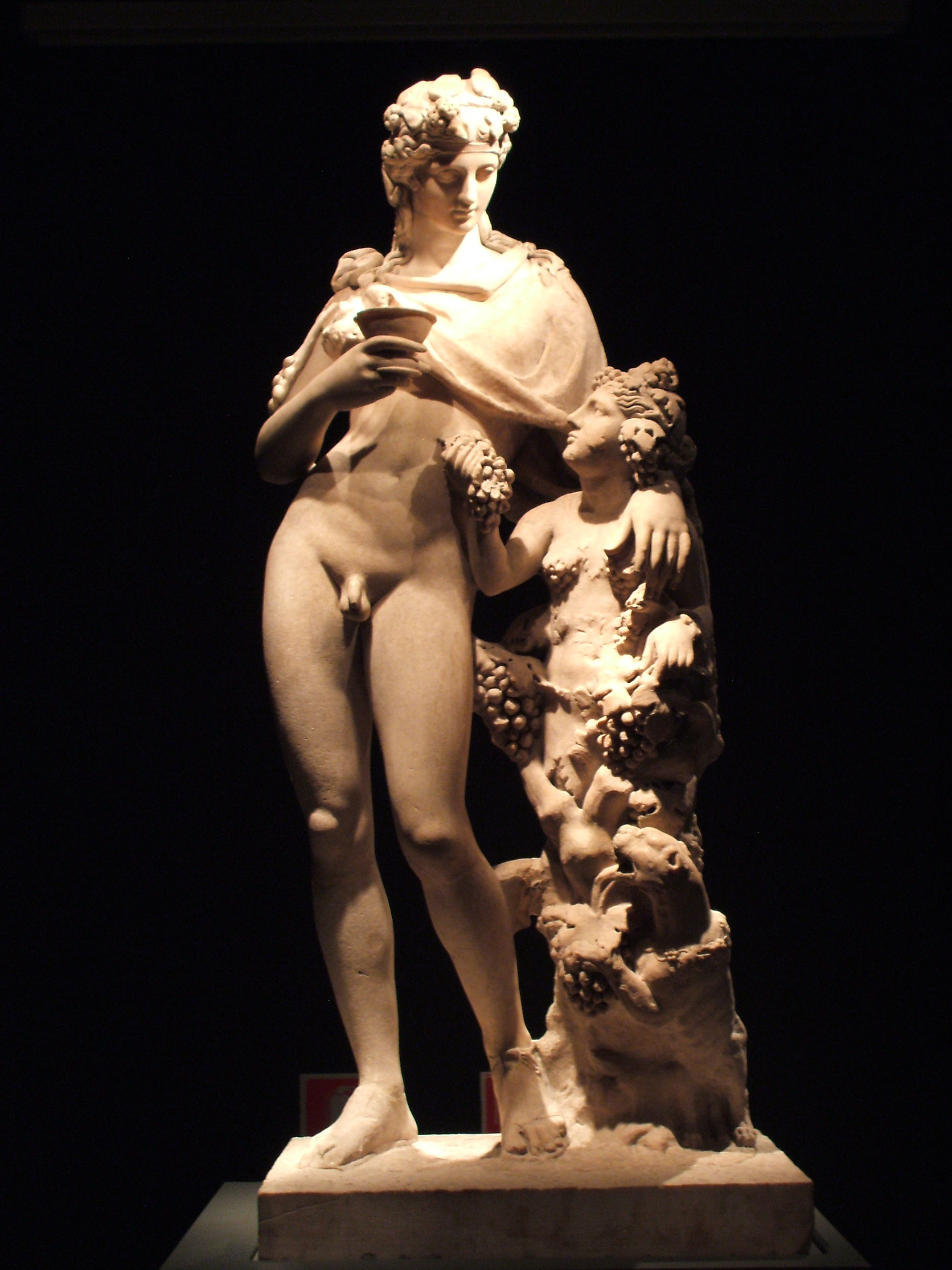
Дионис и Ампел. Ок. 150-200 гг. Британский музей

Известен был Тмол и своими богатыми виноградниками. Нонн Панополитанский называет отпрыском Тмола Ампела, возлюбленного Диониса. Ампел дал своё имя виноградной лозе (греч. άμπελος).
У Овидия бог горы Тмол выступает в качестве третейского судьи в музыкальном состязании Пана с Аполлоном.
На Тмоле лежал город того же имени, разрушенный сильным землетрясением в 17 году при римском императоре Тиберия и затем восстановленный. Местонахождение его точно не установлено.

## Горы Ниф и Маниса. Рельеф в Карабеле

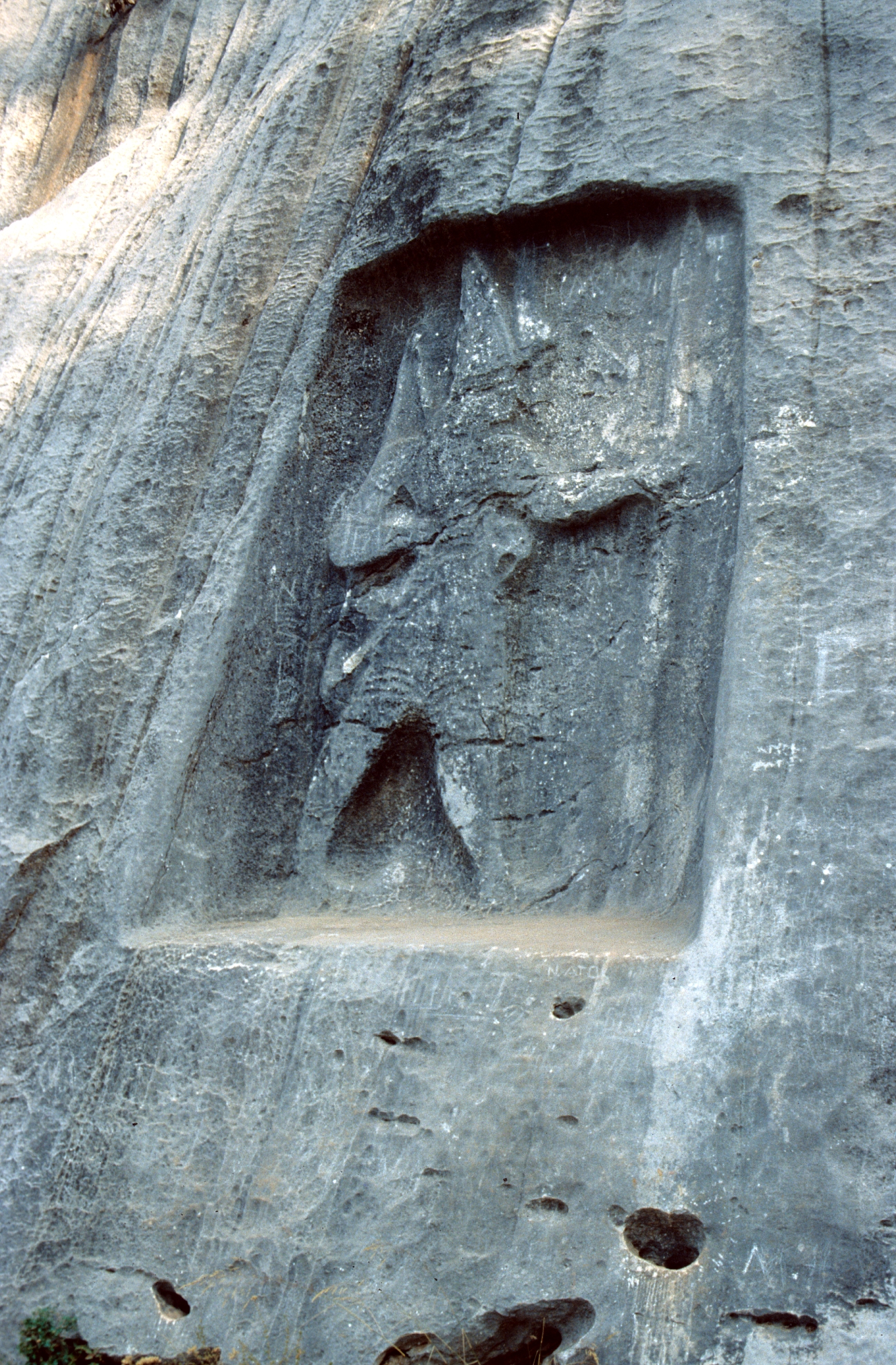
Рельеф в Карабеле

Хребет тянется от города Буджа на западе. У города Кемальпаша (Ниф) расположена вершина Ниф (1505 м). Западнее горы Ниф расположен проход Карабель, ведущий в Торбалы. Проход Карабель известен наскальным хеттским рельефом, упоминаемым Геродотом. Из лувийской иероглифической надписи вычитывается имя царя Таркаснавы.
К северу от горы Ниф находится гора Маниса (Сипил). Проход между Нифом и Манисой ведёт к городу Измир (Смирна).

## Месторождение золота
По Геродоту:
Природными достопримечательностями, как другие страны, Лидия совсем не обладает, кроме, быть может, золотого песка, приносимого течением реки Тмола.

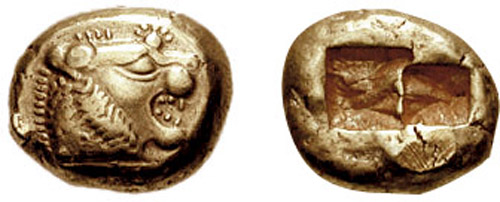
Электровая монета достоинством в треть статера из Лидии. Начало VI века до н. э.

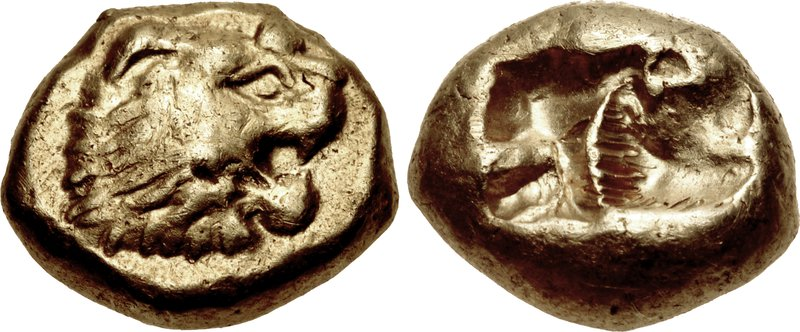
Электровая монета достоинством в 1/6 статера царя Алиатта

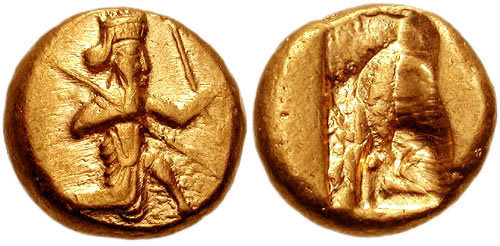
Золотой дарик

По легенде бог Дионис наделил царя Фригии Мидаса (VIII век до н. э.) способностью обращать в золото всё, к чему бы он ни прикасался; так как в золото превращалась даже пища, Мидас был вынужден освободиться от этого дара, выкупавшись, по приказу Диониса, в реке Пактол, ставшей после этого золотоносной.
В архаический период греки привозили золото из Лидии. Бо́льшую часть золота из Лидии получали и персы. В Сардах лидийцы начали чеканить первые статеры из электрума — природного сплава золота и серебра не позднее VII века до н. э.. По Геродоту:
Первыми из людей они, насколько мы знаем, стали чеканить и ввели в употребление золотую и серебряную монету и первые занялись мелочной торговлей.
Как отмечает В. И. Вернадский: 
Приблизительно за семь столетий до нашей эры электрум был найден в довольно значительном количестве в речном песке и аллювии некоторых рек Малой Азии — Тмола, Сипила, Пактола. В Пактоле находили значительные самородки этого металла. Эти месторождения дали начало монете из электрума в Лидийском государстве.
Раиса Викторовна Шмидт (1891—1944) уточняет:
В Лидии золото добывалось как из золотоносных жил гор Тмола и Сипила, так и из золотоносных песчаных россыпей рек Пактола и Герма.
Начало чеканки золотых статеров в первой половине VI века до н. э. связывают с лидийским царём Крёзом. По Геродоту:
Крёз вновь отправил посольство в Пифо с дарами всему дельфийскому народу, узнав его численность: каждый дельфиец получил по 2 золотых статера.
В 546 году до н. э. Лидийское царство покорили персы. Дарий I ввёл обращение золотого дарика, первой золотой монеты поступившей в широкое обращение. Как сообщает Геродот:
Дарий велел переплавлять для чеканки монет насколько возможно самое чистое золото.
Лидийские месторождения электрума на горах Тмоле и Сипиле и по рекам Пактолу и Герму эксплуатировались интенсивно и к началу нашей эры были полностью исчерпаны. Страбон называет россыпи на горе Тмоле скудными и истощёнными.